# Magnis Ridge
Magnis Ridge är en bergstopp i Antarktis. Den ligger i Östantarktis. Australien gör anspråk på området. Toppen på Magnis Ridge är 1 599 meter över havet.
Terrängen runt Magnis Ridge är huvudsakligen kuperad, men den allra närmaste omgivningen är bergig. Trakten är obefolkad. Det finns inga samhällen i närheten. 